# Byron Diman

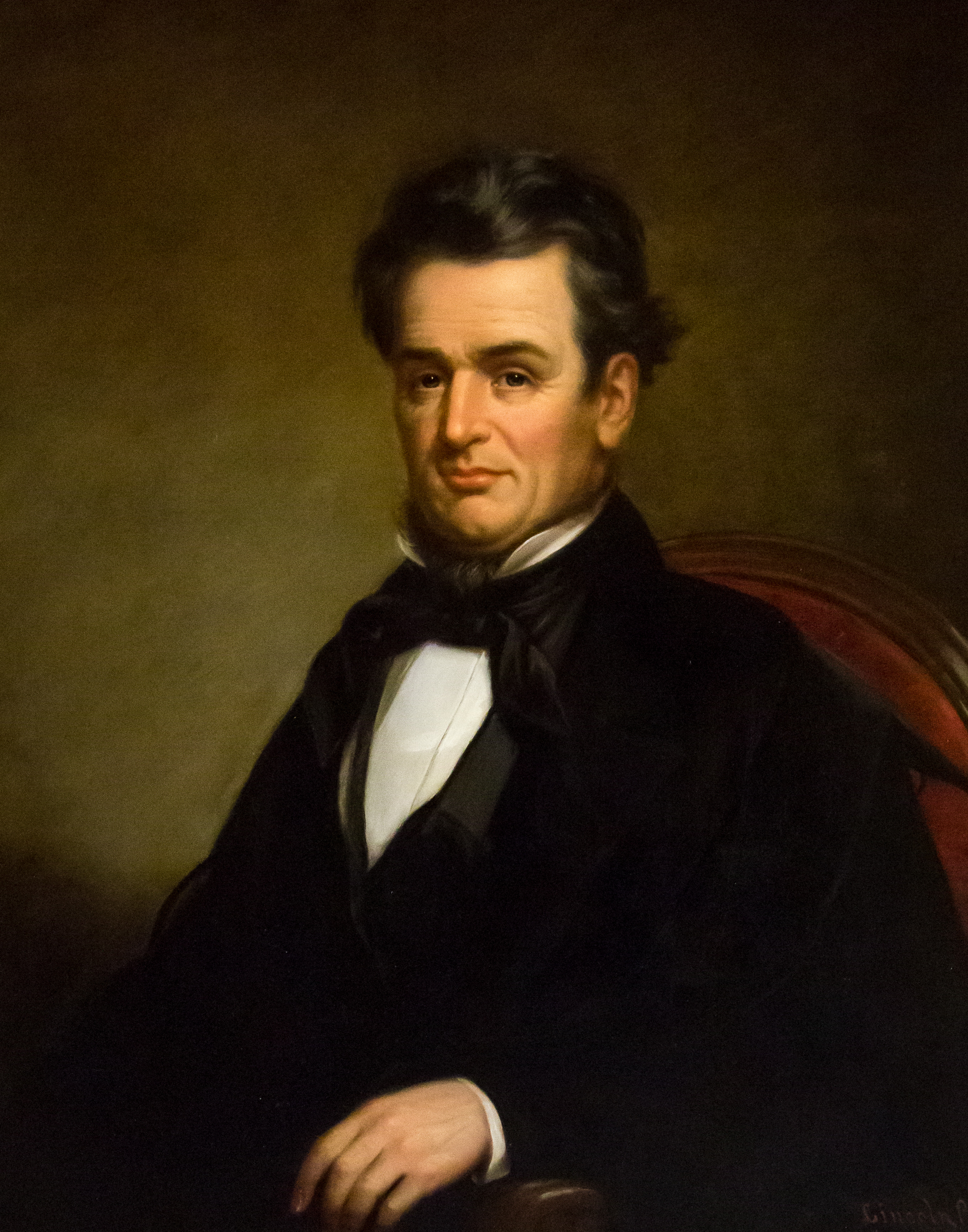
Byron Diman

Byron Diman (* 5. August 1795 in Bristol, Rhode Island; † 1. August 1865 ebenda) war ein US-amerikanischer Politiker und von 1846 bis 1847 Gouverneur des Bundesstaates Rhode Island.

## Werdegang
Byron Diman arbeitete ab seinem 16. Lebensjahr für über 20 Jahre bei einer privaten Firma. Danach stieg er unter anderem in das Walfanggeschäft ein. In der Miliz von Rhode Island brachte er es im Lauf der Jahre bis zum Brigadegeneral. Politisch wurde Diman Mitglied der Whig Party. Als deren Kandidat war er viele Jahre Abgeordneter im Repräsentantenhaus von Rhode Island. Zwischen 1840 und 1842 sowie von 1843 bis 1846 war er Vizegouverneur seines Staates. Im Jahr 1846 wurde er von der Legislative zum neuen Gouverneur gewählt. Diese Entscheidung war nötig geworden, nachdem bei den regulären Wahlen kein Kandidat die erforderliche absolute Mehrheit erreicht hatte. Zwischen dem 6. Mai 1846 und dem 4. Mai 1847 konnte er somit eine Amtszeit als Gouverneur absolvieren. Diese Zeit verlief in Rhode Island ohne besondere Vorkommnisse. Allerdings musste auch dieser Staat seinen Beitrag zum gleichzeitig stattfindenden Mexikanisch-Amerikanischen Krieg leisten. Gouverneur Diman verzichtete 1847 auf eine erneute Kandidatur. In der Folgezeit verbrachte er drei Jahre im Senat von Rhode Island und war in den 1850er Jahren einer der Mitbegründer der Republikanischen Partei in Bristol.